# Bahnhof Herisau
Der Bahnhof Herisau ist ein Berührungsbahnhof im Schweizer Kanton Appenzell Ausserrhoden an der Bahnstrecke Romanshorn–Nesslau-Neu St. Johann der normalspurigen Schweizerischen Südostbahn (SOB) und der schmalspurigen Strecke Gossau SG–Wasserauen der Appenzeller Bahnen (AB). Der Gemeinschaftsbahnhof von SOB und AB liegt in der Gemeinde Herisau und ist zusammen mit Schachen (Herisau) der einzige normalspurige Bahnhof mit freiem Netzzugang im Kanton Appenzell Ausserrhoden. Er war der wichtigste Bahnhof der Bodensee-Toggenburg-Bahn (BT), deren Strecke seit 2001 das Ostnetz der Südostbahn bildet.

## Kopfbahnhof im Dorf Herisau (1875)
Die 1875 eröffnete Bahnstrecke Winkeln–Herisau der Appenzeller Bahn (AB) stieg von Winkeln gleichmässig ansteigend bis zum Abzweigbahnhof, der sich etwa 10 Meter höher als der heutige Bahnhof Herisau befand. Dort waren neben einem Kreuzungsgleis auch die Depot- und Werkstättenanlagen vorhanden. Vom sogenannten «Wechselbahnhof» führte ein Gleis in einem Einschnitt zum Kopfbahnhof Herisau, der mitten im Dorf endete. Für die Weiterfahrt wurden die Züge zum Abzweigbahnhof zurückgeschoben, wo sie nach einer Spitzkehre weiter nach Appenzell fuhren.

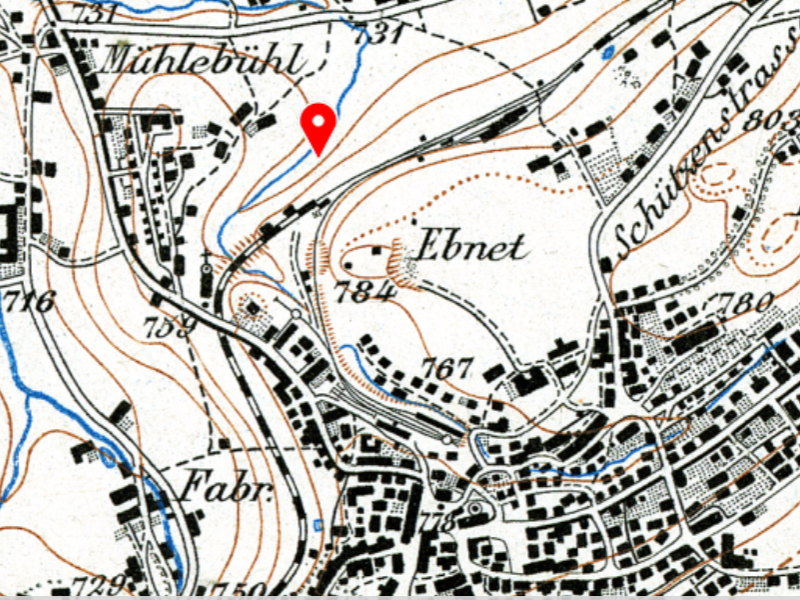
Kopfbahnhof Herisau auf der Siegfriedkarte, Ausgabe 1904. Der rote Punkt markiert den Standort des heutigen Bahnhofs der Südostbahn.
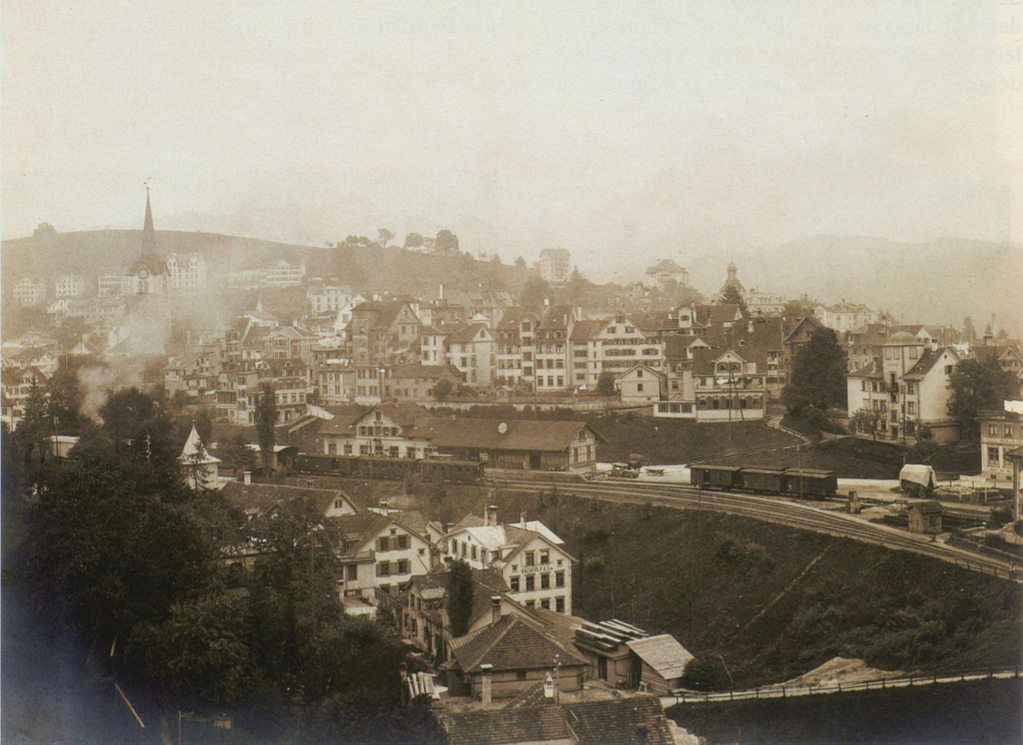
Die Ein- und Ausfahrt in den Kopfbahnhof Herisau der Appenzeller Bahn erfolgte über das von rechts kommende Gleis
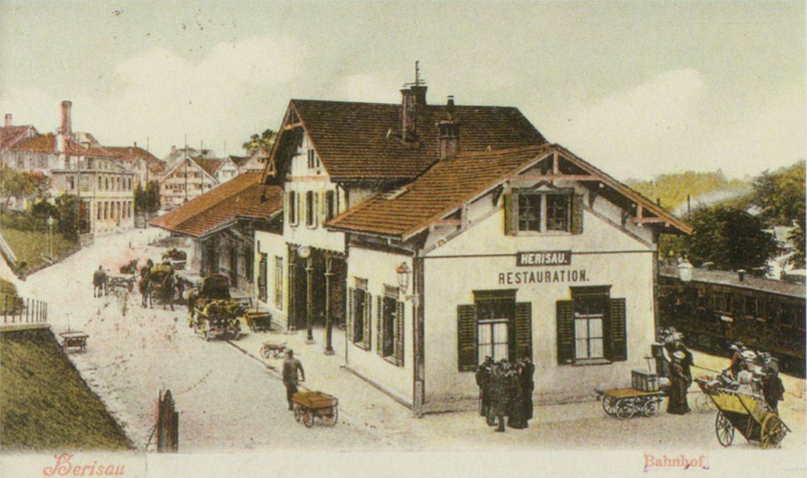
Aufnahmegebäude des Kopfbahnhofs

## Gemeinschaftsbahnhof (seit 1910)

### Planung und Bau

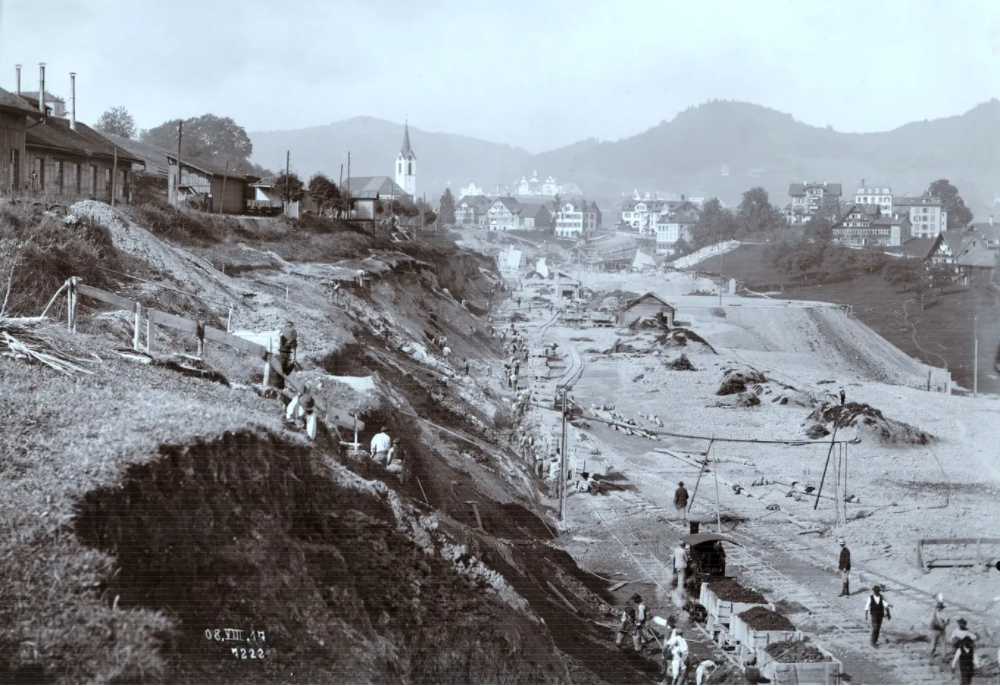
Für den Herisauer Bahnhof entstand zwischen 1907 und 1910 eine Grossbaustelle, wie sie das Appenzellerland vor- und nachher nicht mehr gesehen hat

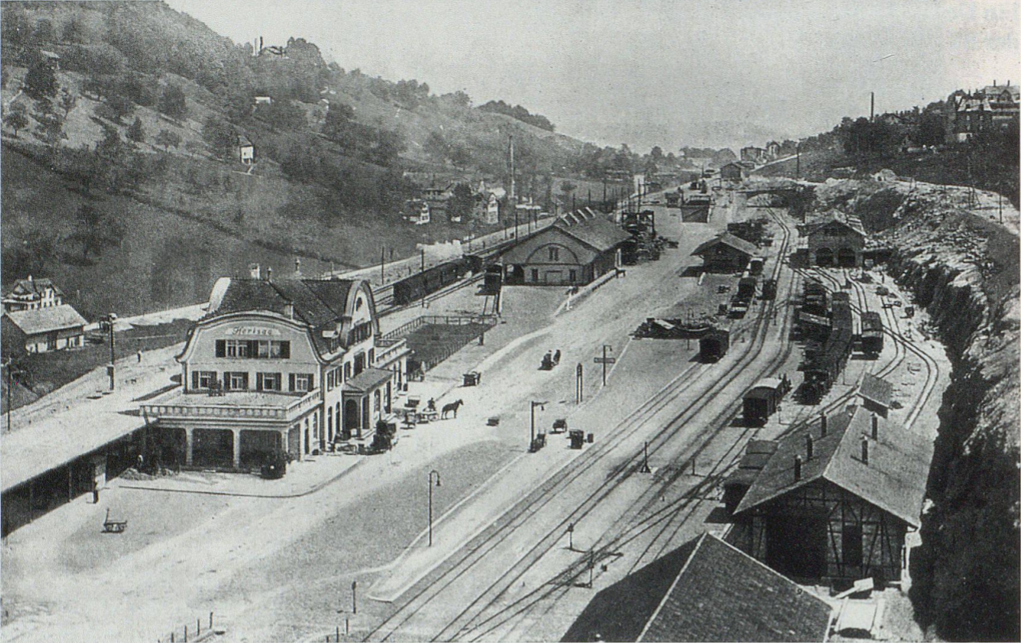
Bau der tiefer gelegenen Bahnhofanlage; rechts oben ist das höher gelegene Trassee der AB erkennbar, das hinauf zum Dorf führte

Mit dem Bau der Bodensee-Toggenburg-Bahn (BT) entstand 1904 wegen des Bahnhofs Herisau ein heftiger Streit mit der Appenzeller Bahn. Zur Einsparung von Höhenmetern wollte die BT den Bahnhof wesentlich tiefer als der Abzweigbahnhof erstellen. Die Gemeinde Herisau verlangte zunächst eine Mindesthöhe von 750 m ü. M. Damit wäre zwischen den Bahnhöfen von BT und AB ein Höhenunterschied von 12 Metern entstanden. Der Gemeinderat liess sich von den Vorteilen eines tiefer liegenden Bahnhofs unter der Bedingung überzeugen, dass beide Bahnhofteile auf gleicher Meereshöhe zu liegen kommen. Man einigte sich schliesslich auf 745,3 m ü. M. Zudem forderte die Gemeinde ein gemeinsames Aufnahmegebäude und dass sich die beiden Bahngesellschaften über die Kostenverteilung einigen.

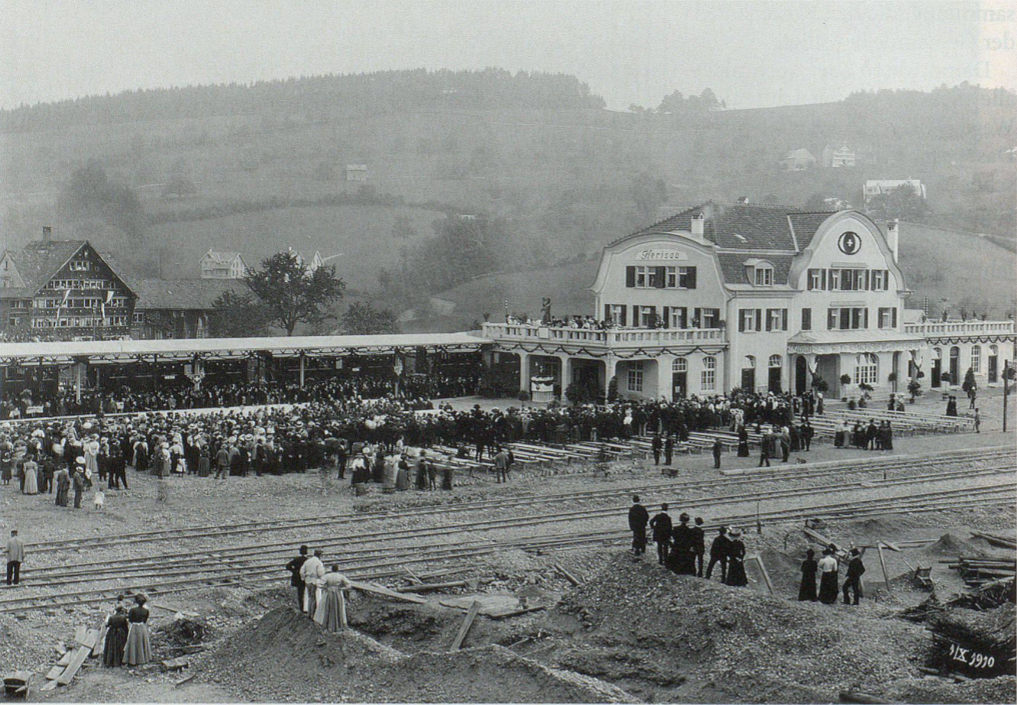
Am 1. Oktober 1910 begrüsste eine grosse Menschenmenge den Eröffnungszug

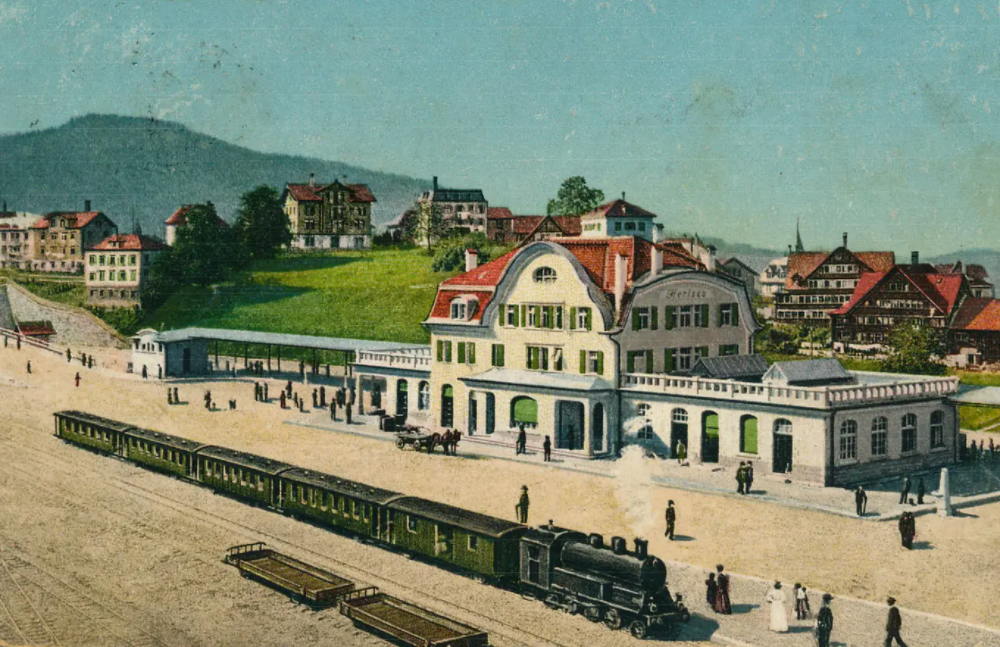
Zeitgenössische Darstellung des Bahnhofs Herisau aus dem Jahr 1910 mit einem Zug der AB. Im einstöckigen Anbau rechts befand sich das Bahnhofbuffet. Die Überdachung des Bahnsteigs der AB wurde erst im Frühjahr 1911 fertiggestellt.

Nach zähen Verhandlungen konnte Ende 1905 eine Vereinbarung getroffen werden, welche die Kostenverteilung und die Eigentumsverhältnisse zwischen den beiden Bahnen und der Gemeinde regelte. Die Spannungen zwischen den beiden Bahnverwaltungen dauerten weiter an, und die BT rief 1911 das Bundesgericht an. Mit Unterstützung eines Fachgremiums konnte 1916 ein alle Einzelheiten regelnder Vertrag über die gemeinsame Nutzung der einzelnen Bahnhofteile unterzeichnet werden.
Der Bau des Gemeinschaftsbahnhofs dauerte von 1907 bis 1910. Dazu waren umfangreiche Geländeabtragungen und Aufschüttungen notwendig. Insgesamt wurden 335'000 Kubikmeter Material verschoben. Das Planum erreichte 1100 Meter Länge und 100 Meter Breite. 1000 italienische Bauarbeiter standen im Einsatz, die ab 1909 von einem 50 Tonnen schweren Dampfbagger unterstützt wurden. Weil sich der normalspurige Bahnhofteil im aufgefüllten Bereich befindet, stehen Gebäude und Perrondach auf Pfählen, die in den gewachsenen Grund gerammt sind. Um den Betrieb der dem Hang entlang führenden Appenzeller Bahn aufrechtzuerhalten, waren provisorische Linienführungen notwendig. Wie alle Stationen der BT verfügte der Normalspurteil des Bahnhofs Herisau über ein Hebelstellwerk nach dem System Bruchsal, das durch die Stellwerkfabrik Wallisellen geliefert wurde. Ein Läutewerk kündete die Züge aus Haggen-Bruggen und Schachen (BT) an. Der Abbruch des alten Bahnhofs ermöglichte die Gestaltung der Bahnhofstrasse, wie sie sich heute noch präsentiert. Dazu waren weitere Geländeveränderungen nötig.
Am 1. Oktober 1910 wurde das Werk mit einem grossen Fest eingeweiht, aber erst im Frühjahr 1911 konnte die Appenzeller Bahn (AB) die neue Schmalspurstation mit dem überdachten Bahnsteig in Betrieb nehmen. Die AB verlor ihre Zufahrt ins Dorf samt Abzweig- und Kopfbahnhof, und ihre neue Station wurde zum Nebenbahnhof degradiert. Immerhin musste die AB für die Benutzung des von der BT erstellten Gemeinschaftsbahnhofs nur verhältnismässig bescheidene Beiträge bezahlen. Am 1. Oktober 1913 konnte die AB anstelle der Strecke nach Winkeln ihre neue Strecke nach Gossau SG in Betrieb nehmen, die den Anschluss nach Zürich ermöglicht.

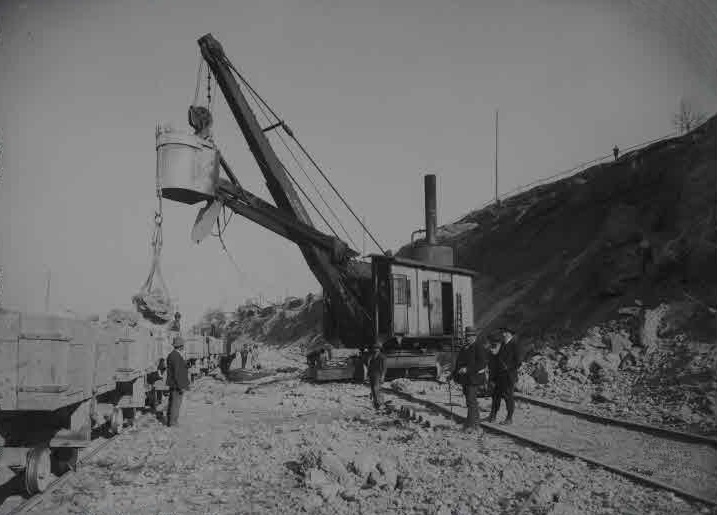
Dampfbagger im Bereich des Bahnhofs Herisau beim Beladen von Waggons
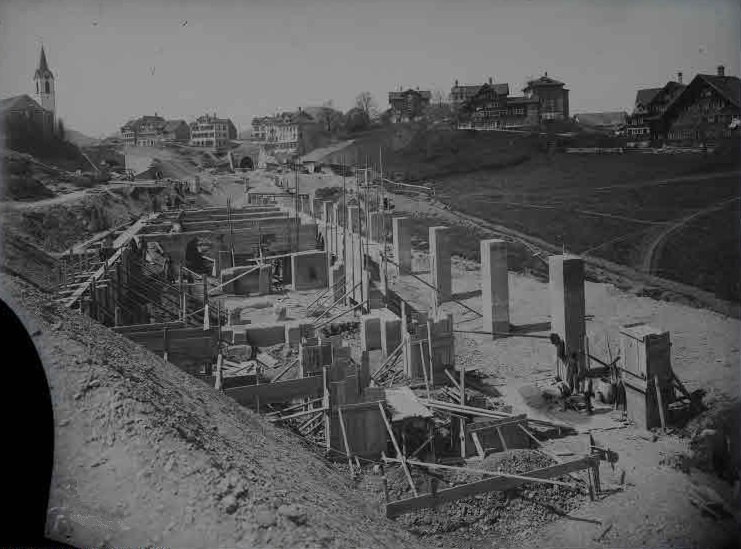
Errichtung der Pfähle im Normalspurteil des Bahnhofs
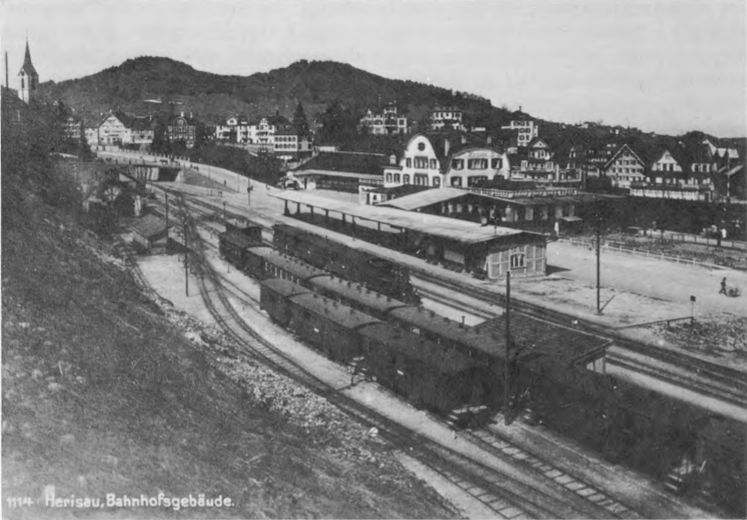
Bahnhof Herisau mit den Gleisanlagen der AB im Vordergrund (1912)

### Erweiterungen

1961 präsentierte sich das Bahnhofsgebäude wie nach dem Umbau von 1932

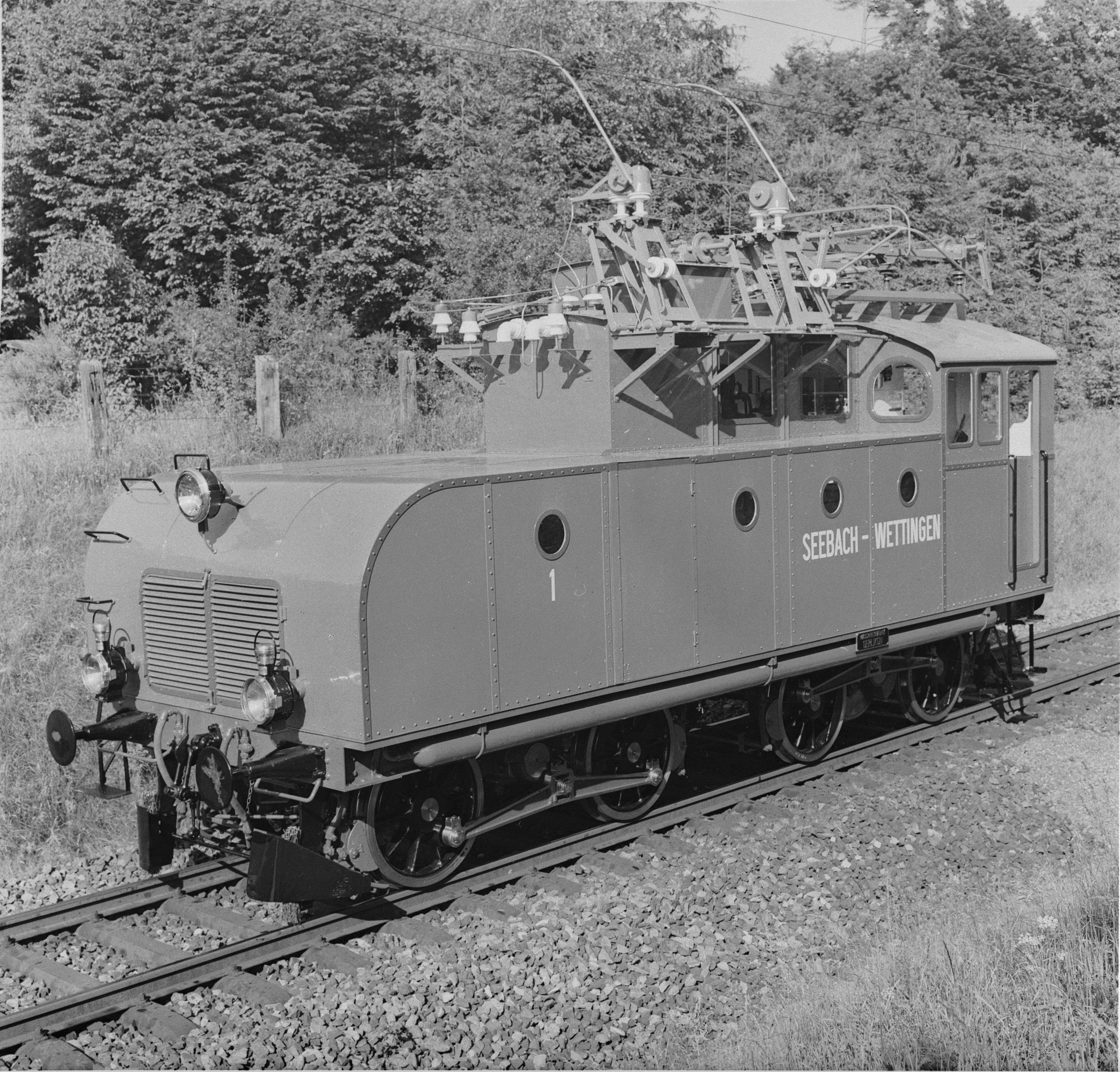
Von 1944 bis 1958 setzte die BT die historisch wertvolle Ce 4/4 in Herisau im Rangierdienst ein. Sie gilt als erste brauchbare Lokomotive, deren Motoren direkt mit Einphasen-Wechselstrom betrieben wurden und trug deshalb bei der BT den Namen Eva.

Seit der Betriebseröffnung führten die SBB den Betrieb der Bodensee-Toggenburg-Bahn (BT). Zur Einsparung von Kosten ging die BT am 1. Mai 1917 auf den Selbstbetrieb über. Dazu benötigte die BT ein eigenes Depot und eine Werkstätte, die in kürzester Zeit in Herisau erstellt wurden. Die 1918 in Betrieb genommene Werkstätte wurde 1952/53 erweitert, das Depot und die Werkstätte wurden 1967/68 vergrössert. Die fünfgleisige Halle erreichte eine Länge von 100 Metern.
Zu Beginn der 1930er Jahre wurde der Bahnhof Herisau mit dem Fahrdraht überspannt. Am 4. Oktober 1931 nahm die BT den elektrischen Betrieb auf, am 23. April 1933 folgten die AB.
Das Aufnahmegebäude wurde mehrmals umgebaut, wobei der ursprüngliche Baustil verloren ging. 1932 wurde es über dem Bahnhofsbuffet um zwei Stockwerke erweitert.
1973 bis 1977 wurde der Bahnhof Herisau umfassend erneuert. Er erhielt eine neue Sicherungsanlage mit Rangierfunk, ein elektrisches Stellwerk und eine Renovation des Innenausbaus. Seit 1976 können die Stellwerke von St. Gallen Haggen bis Brunnadern-Neckertal und von Gossau bis Gonten von Herisau ferngesteuert werden. 1975 nahm die BT im Normalspurteil des Bahnhofs einen überdachten Mittelperron in Betrieb, der über eine neue Unterführung vom Hausperron und vom Perron der AB erreicht wird. Über dem westlichen Perrondach wurde eine Parkfläche für 60 Autos erstellt, darunter fand ein Mehrzweckgebäude Platz. Der Herisauer Ortsbus verfügt seither über einen gedeckten Halteplatz.
1996/97 wurde die bestehende Park+Ride-Anlage über dem westlichen Perrondach mit einem zweiten Stockwerk und einem Lift ergänzt. Es handelte sich um eines der letzten P+R-Projekte, die vom Bund finanziell unterstützt wurden. 1998 erhielt auch der Zwischenperron der BT einen rollstuhlgängigen Lift.
2004 eröffnete die Südostbahn in Herisau ein Fernsteuerzentrum, von dem aus mittels Iltis sämtliche SOB-Bahnhöfe zwischen Romanshorn und Wattwil sowie die Strecke Gossau–Appenzell der AB bedient werden. Das 2005 bis 2007 entstandene Fernsteuerzentrum für das SOB-Südnetz in Samstagern wird ebenfalls von Herisau gesteuert.

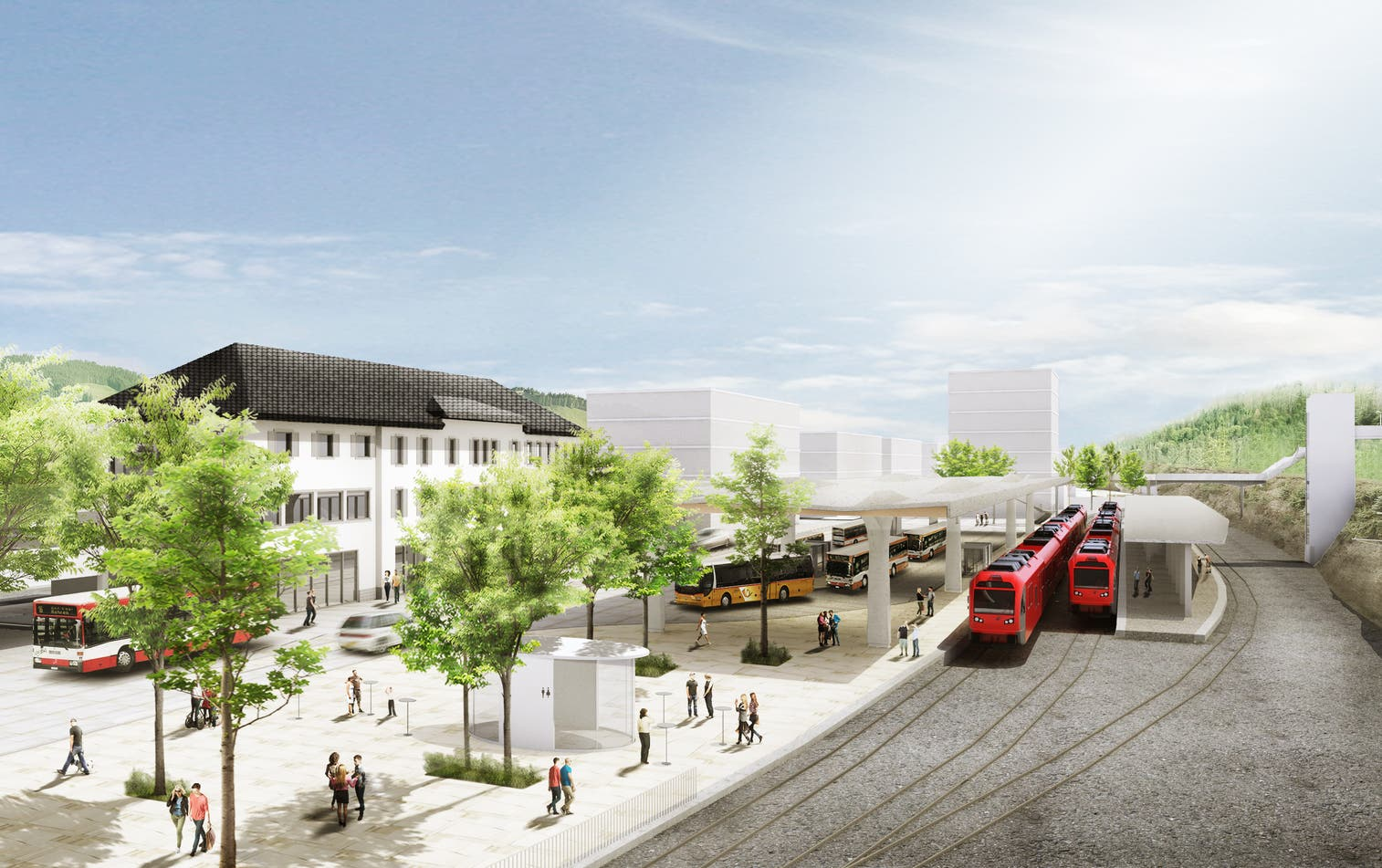
Geplante Neugestaltung von Bahnhofplatz mit Bushof. Die Bauarbeiten sind von 2021 bis 2028 vorgesehen.

Jahrzehntelang betrieben die AB und die BT/SOB in Herisau Depot- und Werkstättenanlagen – die AB ab ihrer Betriebseröffnung 1875, die BT seit der Aufnahme des Selbstbetriebs. 2016 gaben die AB bekannt, ihre Werkstätte in Herisau aufzugeben und den Fahrzeugunterhalt für die Strecke Gossau–Wasserauen und die Durchmesserlinie in einer neuen Werkstätte in Schwende bei Appenzell zu konzentrieren. Der Neubau einer Werkstätte in Herisau wäre wegen des schwierigen Baugrunds zu teuer geworden.
2020 bewilligten die Herisauer Stimmbürger den Kredit für eine Umgestaltung des Bahnhofareals. Durch die Verlegung der AB-Gleise wird genügend Platz geschaffen für den neuen Bahnhofplatz. Dazu verbauen die Appenzeller Bahnen sieben neue Weichen und ein neues Stellwerk. Das Depot der AB wurde 2020 abgebrochen, und der Mittelperron der Appenzeller Bahnen wird verlängert. Auch die SOB will ab Anfang 2022 ihre Perrons den ständig länger werdenden Zügen anpassen. Das kantonale Tiefbauamt baut in den Jahren 2022 und 2023 die Strassenkreuzung Bahnhofstrasse zu einem Kreisel um. Die AB und der Regiobus werden gemeinsam ein neues Betriebs- und Verwaltungsgebäude nutzen, das beim heutigen Busdepot am Bahnhof zu stehen kommt.

## Betrieb

### Bahnverkehr

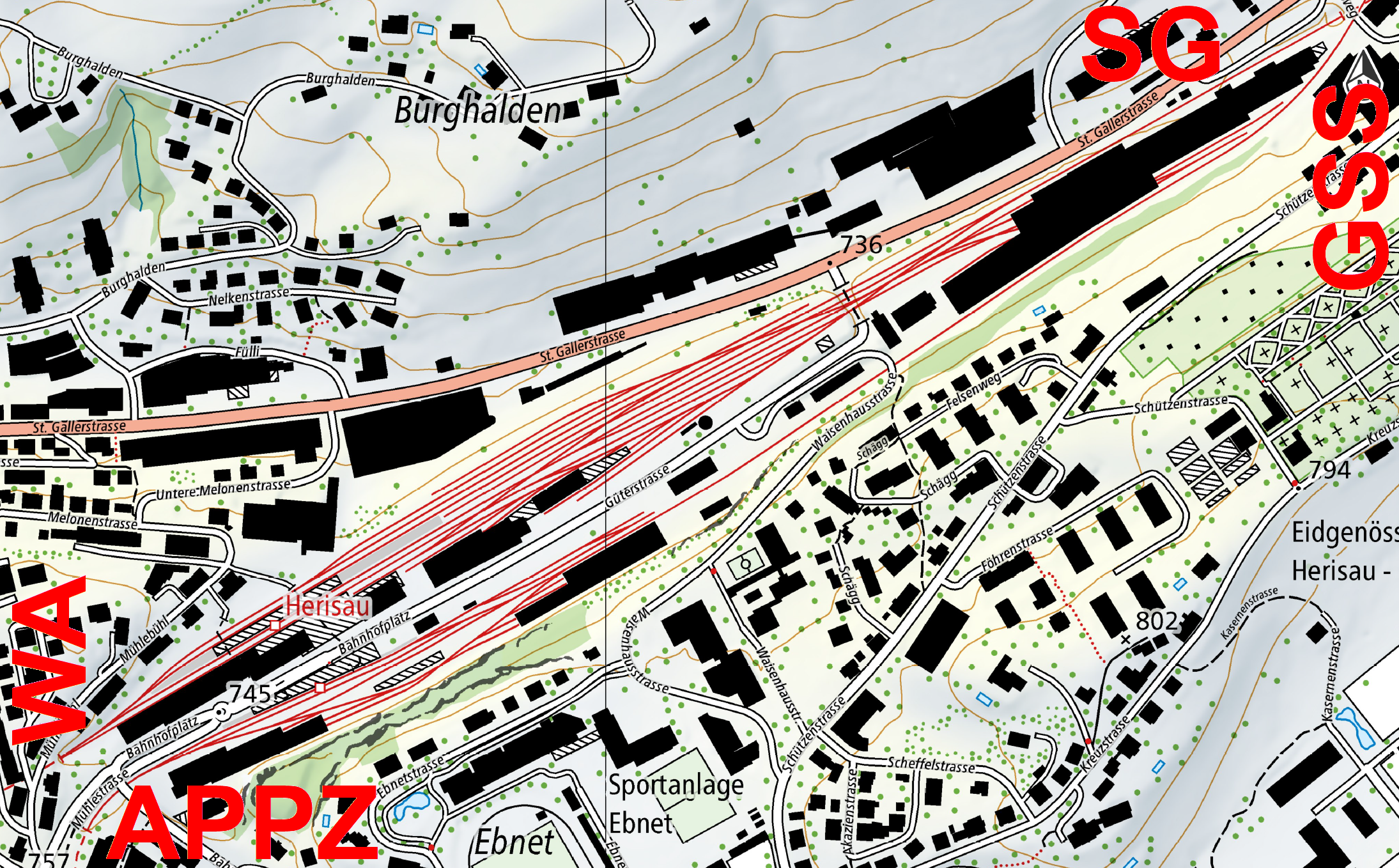
Kartenausschnitt Herisau:
WA: SOB nach Wattwil
APPZ: AB nach Appenzell
SG: SOB nach St. Gallen
GSS: AB nach Gossau SG

Im Bahnhof Herisau halten alle fahrplanmässigen Züge. Dies sind:
- Normalspur: Sowohl der Voralpen-Express und die S4 der Südostbahn als auch die von Thurbo betriebenen S2 und S81 verkehren stündlich.
  - VAE St. Gallen ‒ Herisau ‒ Wattwil ‒ Rapperswil ‒ Pfäffikon SZ ‒ Arth-Goldau ‒ Küssnacht am Rigi ‒ Luzern 
  - S 2 Nesslau-Neu St. Johann – Herisau – St. Gallen – Rorschach – St. Margrethen – Altstätten 
  - S 4 Rapperswil – Uznach – Wattwil – Herisau – St. Gallen – Rorschach – St. Margrethen – Sargans  (verkehrt als S17 via Ziegelbrücke weiter nach Rapperswil)
  - S 81 St. Gallen – Herisau

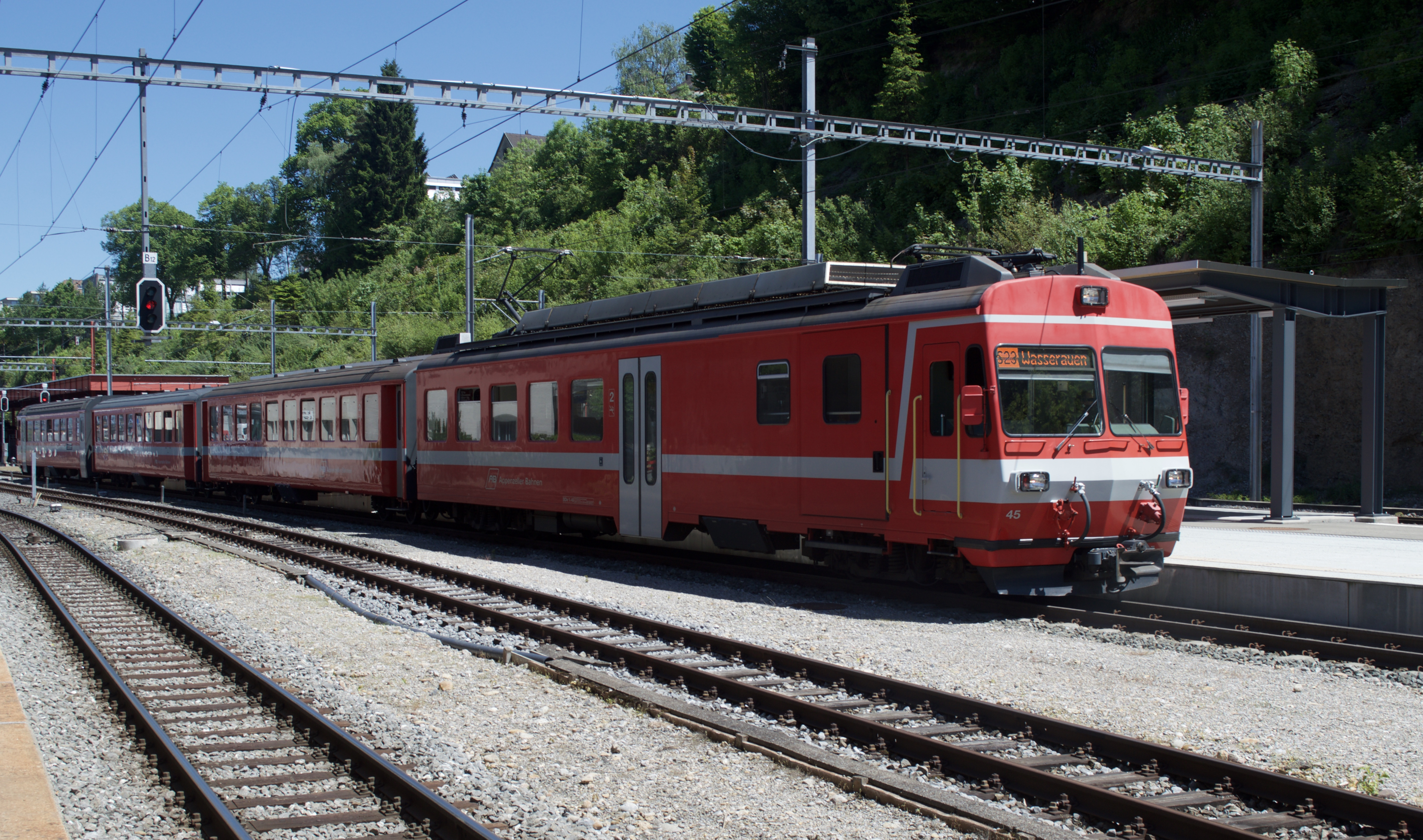
Zug der Appenzeller Bahnen unterwegs nach Wasserauen (Mai 2017)

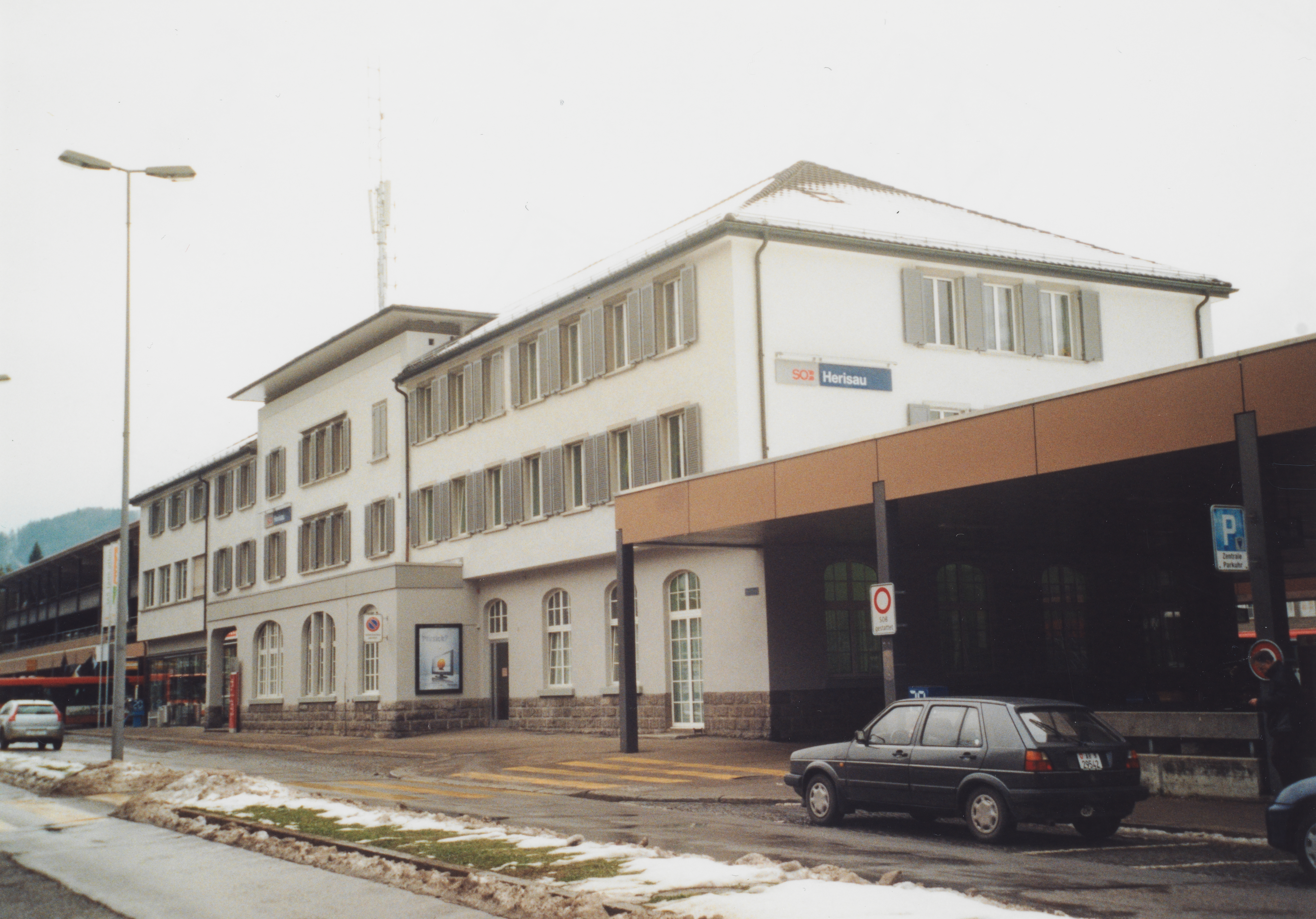
Stationsgebäude Strassenseite (2007)

- Meterspur: Die Züge der Appenzeller Bahnen fahren bis Appenzell im Halbstundentakt:
  - S 23 Gossau SG – Herisau – Urnäsch – Appenzell – Wasserauen

### Busverkehr
Zwischen dem Normalspurteil des Bahnhofs und der Bahnhofstrasse befindet sich der Bushof, von wo aus Buslinien die Gemeinde und deren Umgebung erschliessen. Sie werden betrieben vom Regiobus (Linien 152–176 und 980) und vom Postauto (Linien 180–183).
- 152 Herisau – Gossau SG
- 158 Herisau – St. Gallen Arena – Abtwil SG – Engelburg
- 171 Herisau – Schwellbrunn
- 172 – 176 Ortsbus Herisau
- 180 Herisau – Hundwil – Stein AR – St. Gallen (Appenzellerland-Linie)
- 181 Herisau –  Teufen – Trogen
- 182 Brunnadern-Neckertal – Schönengrund – Waldstatt – Herisau
- 183 Herisau – Schwellbrunn – Schönengrund (Abendbus)
- 980 Gossau SG – Herisau – St. Gallen (Nachtbus)

Die Südostbahn betreibt in Herisau ein Bahnreisezentrum.

## Unfälle
Am 13. November 1997 fuhr im Bahnhof Herisau ein Personenzug der AB in Richtung Waldstatt zu früh ab und stiess mit einem entgegenkommenden Zug zusammen. Bei der Kollision wurden 17 Fahrgäste und der Triebfahrzeugführer verletzt.